# کومک
کومک (انگلیسی: COMEC) شرکت کشتی‌سازی چینی است، که در سال ۱۹۵۴ تأسیس شد.